# Wohnhochhaus Ideal
Das Wohnhochhaus der Baugenossenschaft Ideal in der Fritz-Erler-Allee 120 im Berliner Ortsteil Gropiusstadt des Bezirks Neukölln ist das höchste Wohngebäude im Berliner Stadtgebiet und eines der höchsten Deutschlands.

## Geschichte
Das Gebäude wurde von 1966 bis 1969 erbaut und war zu diesem Zeitpunkt das höchste Wohngebäude der Bundesrepublik Deutschland.
Es wurde von Walter Gropius und seinem Mitarbeiter Alexander Cvijanović am The Architects Collaborative (TAC) entworfen. Als Kontaktarchitekt fungierte Walter Bandel. Mit der Ausführungsplanung war Heinz Viehrig beauftragt.
Laut Angaben des Eigentümers und Bauherren bildet das Gebäude zusammen mit den benachbarten ringförmigen, in Nord-Süd-Richtung gebauten Hochhäusern eine Einheit, deren Formgebung eine bewusste Anspielung an die Architektur der unweit gelegenen Hufeisensiedlung von Bruno Taut darstellt.

## Nutzung
Das Hochhaus zählt 31 Stockwerke, beinhaltet 227 Wohnungen unterschiedlicher Grundrisse mit 16.118 m² Wohnfläche, hat eine Höhe von 90,85 Metern, eine Kubatur von 74.119 m³ und eine Gesamtfläche von 23.379 m². Mittels dreier Aufzüge (Baujahr 1968) mit einer Kapazität von jeweils 13 Personen bzw. 975 Kilogramm können alle Geschosse bis zur 29. Etage in rund 45 Sekunden erreicht werden. In der 29. Etage befindet sich eine Sauna, in der 30. Etage zwei Gästewohnungen und ein Gemeinschaftsraum, im obersten Stockwerk lediglich ein kleinerer Lagerraum. Im Erdgeschoss sind einige Ladenlokale eingerichtet. In unmittelbarer Nähe und architektonisch mit dem Turm verbunden befindet sich der Ideal Pavillon, ein eingeschossiger Bau, der einen Biergarten beherbergt. Über den  U-Bahnhof Wutzkyallee der Linie U7 und zwei Buslinien (M11 und 172) ist das Gebäude über den öffentlichen Personennahverkehr zu erreichen.
Der Turn- und Sportverein Neukölln 1865 veranstaltet gemeinsam mit der SPD-Fraktion Neukölln und der Baugenossenschaft Ideal alljährlich am ersten Sonntag nach Neujahr einen Treppenlauf, den „Tower-Run“, bei dem die teilnehmenden Sportler die 465 Stufen des Hochhauses vom Erdgeschoss bis in die oberste Etage hinauflaufen. Der aktuelle Rekord liegt bei 3:16 Minuten.

Impressionen
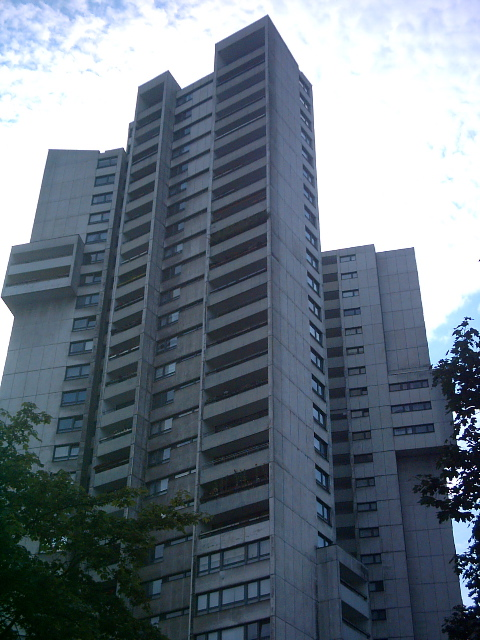
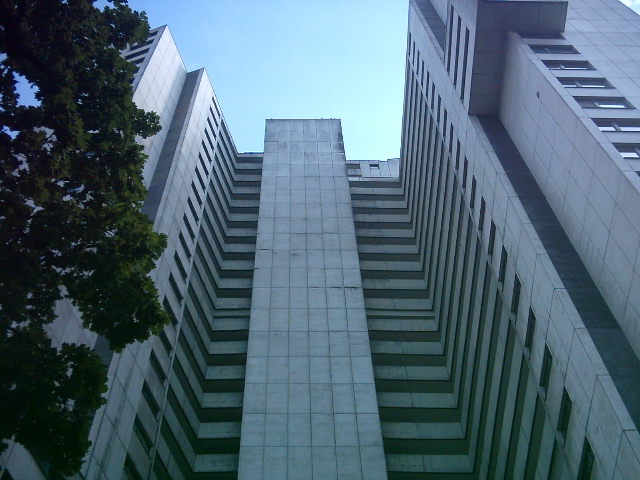
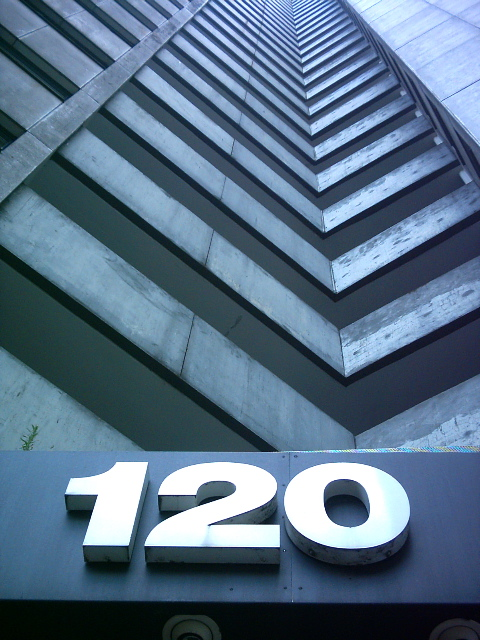
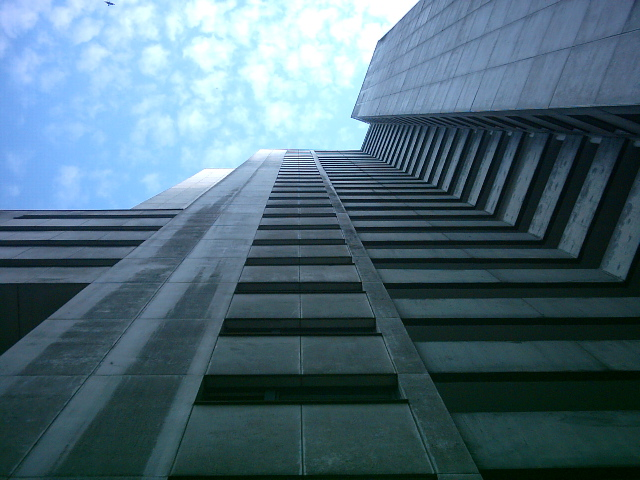
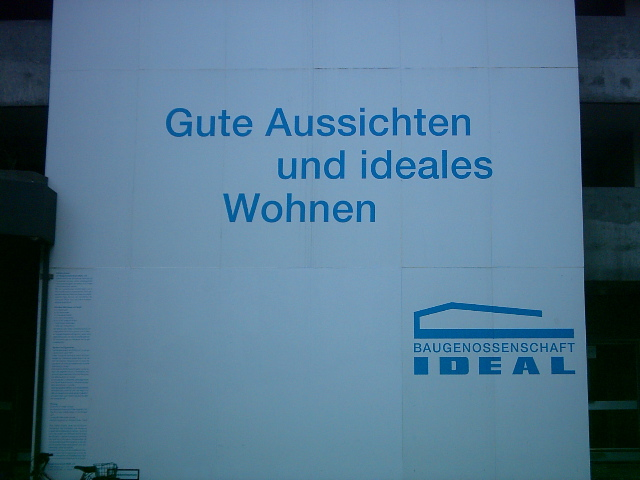
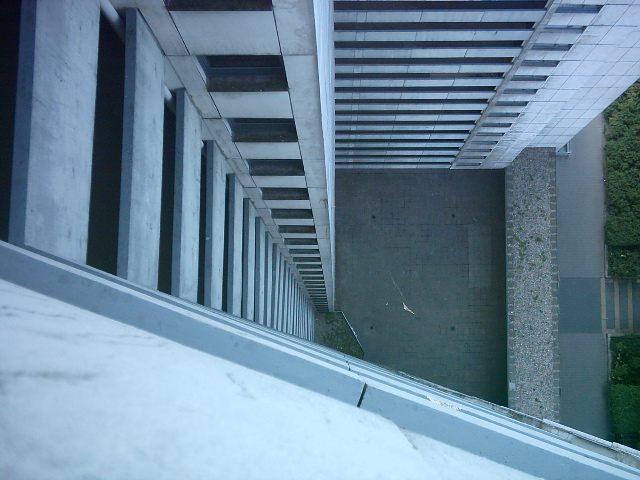
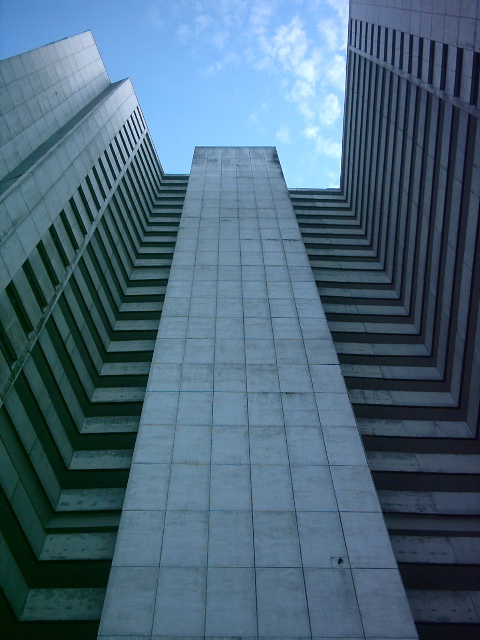
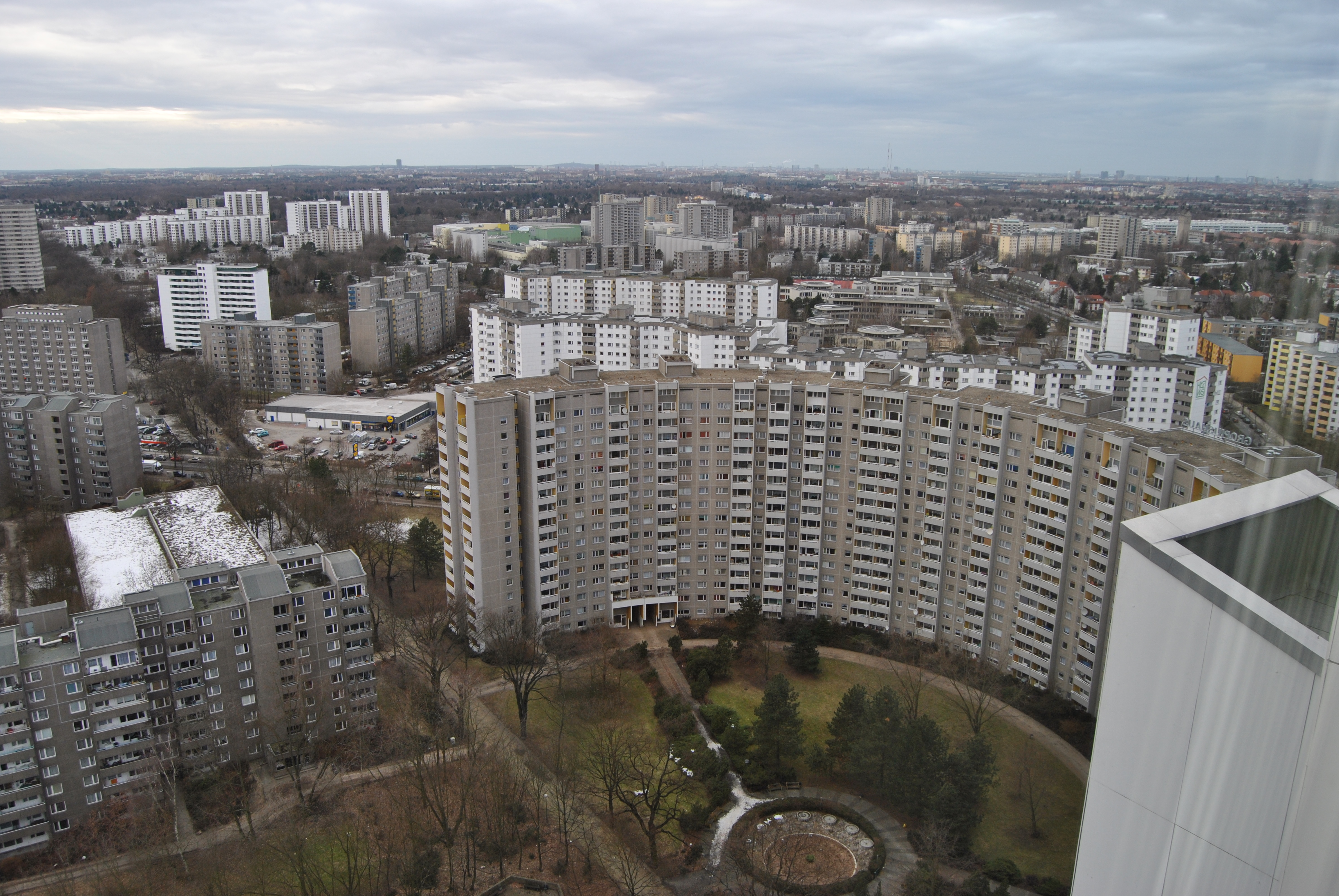